# جیمی داگلاس (بازیکن فوتبال)
جیمی داگلاس (انگلیسی: Jimmy Douglas؛ زادهٔ ۶ اکتبر ۱۹۴۸) بازیکن فوتبال اهل کانادا بود.
وی همچنین در تیم ملی فوتبال کانادا بازی کرده‌است.